# 威爾斯登綠地站
威爾斯登綠地站（英語：Willesden Green tube station）是倫敦地鐵的一個車站，位於威爾斯登。威爾斯登綠地站是朱比利線的車站。大都會線的列車途徑該站但不停車。車站位於倫敦第2及第3收費區。